# Богданов Микола Кузьмич
Микола Кузьмич Богданов (30 січня 1907 , Череповець, Новгородська губернія  — 23 листопада 1972 , Москва ) — радянський діяч держбезпеки, генерал-лейтенант, народний комісар внутрішніх справ Казахської РСР, заступник міністра внутрішніх справ РРФСР, депутат Верховної Ради СРСР 3-го скликання.

## Біографія
Народився 30 січня 1907 року в місті Череповці Новгородської губернії в родині маляра. У 1924 році закінчив чотирирічну профтехшколу в місті Череповець.
Трудову діяльність розпочав у 1924 році. З травня до грудня 1924 року — практикант в депо станції Званка Мурманської залізниці. У грудні 1924 — грудні 1925 року — машиніст-електромонтер сцени Череповецького міського театру. У грудні 1925 — квітні 1927 року — кресляр Череповецького промторгу. У квітні — червні 1927 року — завідувач відділу магазину Череповецького промторгу. У червні — серпні 1927 року — член секретаріату місцевого комітету Череповецького промторгу.
У серпні 1927 — квітні 1928 року — секретар комітету ВЛКСМ Череповецького окружного статистичного відділу.
У квітні 1928 — квітні 1929 року — працівник обліку та інформації Череповецького окружного комітету ВКП(б).
У квітні — серпні 1929 року — помічник уповноваженого Череповецького окружного відділу ОДПУ.
У серпні 1929 — квітні 1932 року — уповноважений Мяксинського районного відділу ДПУ Ленінградської області.
Член ВКП(б) з грудня 1929 року.
У квітні 1932 — серпні 1935 року — начальник Устюженського районного відділу ДПУ (НКВС) Ленінградської області.
У серпні 1935 — грудні 1938 року — начальник Лузького районного відділу НКВС Ленінградської області.
У грудні 1938 — червні 1940 року — начальник Красногвардійського районного відділу НКВС міста Ленінграда.
29 червня 1940 — 14 березня 1941 року — заступник народного комісара внутрішніх справ Казахської РСР. 14 березня — 6 серпня 1941 року — заступник народного комісара державної безпеки Казахської РСР. 6 серпня 1941 — 7 травня 1943 року — 1-й заступник народного комісара внутрішніх справ Казахської РСР.
7 травня 1943 — 9 липня 1946 року — народний комісар (в 1946 році — міністр) внутрішніх справ Казахської РСР.
З 9 липня 1946 до 8 січня 1948 року — начальник Головного управління шосейних доріг МВС СРСР.
7 січня 1948 — 11 березня 1953 року — заступник міністра внутрішніх справ СРСР. З 5 січня 1952 до 11 березня 1953 року — член колегії МВС СРСР.
Одночасно, 8 січня 1948 — 24 червня 1952 року — начальник УМВС по Московській області.
16 березня 1953 — 5 травня 1955 року — начальник УМВС по Ленінградській області.
5 травня 1955 — 2 липня 1959 року — заступник міністра внутрішніх справ Російської РФСР.
У 1957 році закінчив Вищу офіцерську школу МВС СРСР.
4 липня 1959 року звільнений із МВС «через службову невідповідність з обмеженням у пенсійному забезпеченні». У тому ж році Комітетом партійного контролю при ЦК КПРС був виключений з партії. У 1960 році відновлений у членах партії.
У 1959 році перебував на пенсії в Москві. З січня 1960 року працював начальником підсобних майстерень п/с 942 Міністерства середнього машинобудування СРСР у Москві. Потім був співробітником 1-го будівельно-монтажного тресту Москви.
Помер 23 листопада 1972 року в Москві. Похований на Ваганьковському цвинтарі Москви.

## Звання
- лейтенант державної безпеки (23.03.1936)
- старший лейтенант державної безпеки (27.04.1939)
- майор державної безпеки (7.08.1940)
- полковник державної безпеки (14.02.1943)
- комісар державної безпеки (12.05.1943)
- комісар державної безпеки ІІІ рангу (29.03.1945)
- генерал-лейтенант (9.07.1945)

## Нагороди
- два ордени Леніна (19.09.1952, 6.11.1954)
- два ордени Червоного Прапора (20.09.1943, 6.08.1949)
- орден Вітчизняної війни І ст. (16.11.1945)
- орден Вітчизняної війни ІІ ст. (16.09.1945)
- орден Трудового Червоного Прапора (8.04.1944)
- орден Червоної Зірки (3.11.1944)
- медалі
- знак «Заслужений працівник НКВС СРСР» (4.02.1942)